# Urechis unicinctus
Urechis unicinctus (chinês tradicional: 海腸; chinês simplificado: 海肠; pinyin: hǎicháng; cantonês: hóichèuhng; rōmaji: yumushi;  japonês: 螠虫; coreano: 개불; romaja: gaebul) é uma espécie de verme marinho. É amplamente conhecido como o verme gordo ou peixe-pênis. O corpo tem cerca de 10 a 30 centímetros de comprimento, formato cilíndrico e marrom amarelado. Na superfície do corpo existem muitas pequenas papilas. Vive em uma toca em forma de U na areia barrenta e se alimenta de detritos. Machos e fêmeas produzem esperma e óvulos, respectivamente.

## Habitat
U. unicinctus, como outras espécies de Urechis, vive e toca em areia e lama. Estes túneis acolhem geralmente contêm outros animais como comensais.

## Ecologia
Este animal é detritívoro e cria uma toca em forma de U no sedimento macio do fundo do mar. Um anel de glândulas na frente da trombose secreta muco que gruda na parede da toca. O verme continua a exalar muco à medida que se move para trás na toca, criando assim uma rede de muco. O verme puxa água através de sua toca por contrações peristálticas do corpo e as partículas de alimento aderem à rede. Quando é recolhida comida suficiente, o verme avança em sua toca e engole a rede e emaranha os alimentos. Esse processo é repetido e, em uma área com muitos detritos, pode ser concluído em apenas alguns minutos.

## Usos
Na Coreia, eles são consumidos como alimento, geralmente cru com sal e óleo de gergelim ou gochujang. Eles estão espalhados pela Coreia, Japão, China e na costa oeste dos EUA.
Na culinária chinesa, o verme é frito com legumes ou seco e em pó para ser usado como um intensificador de umami.

Também é usado como isca de pesca para peixes como linguado e dourado.